# O Panorama

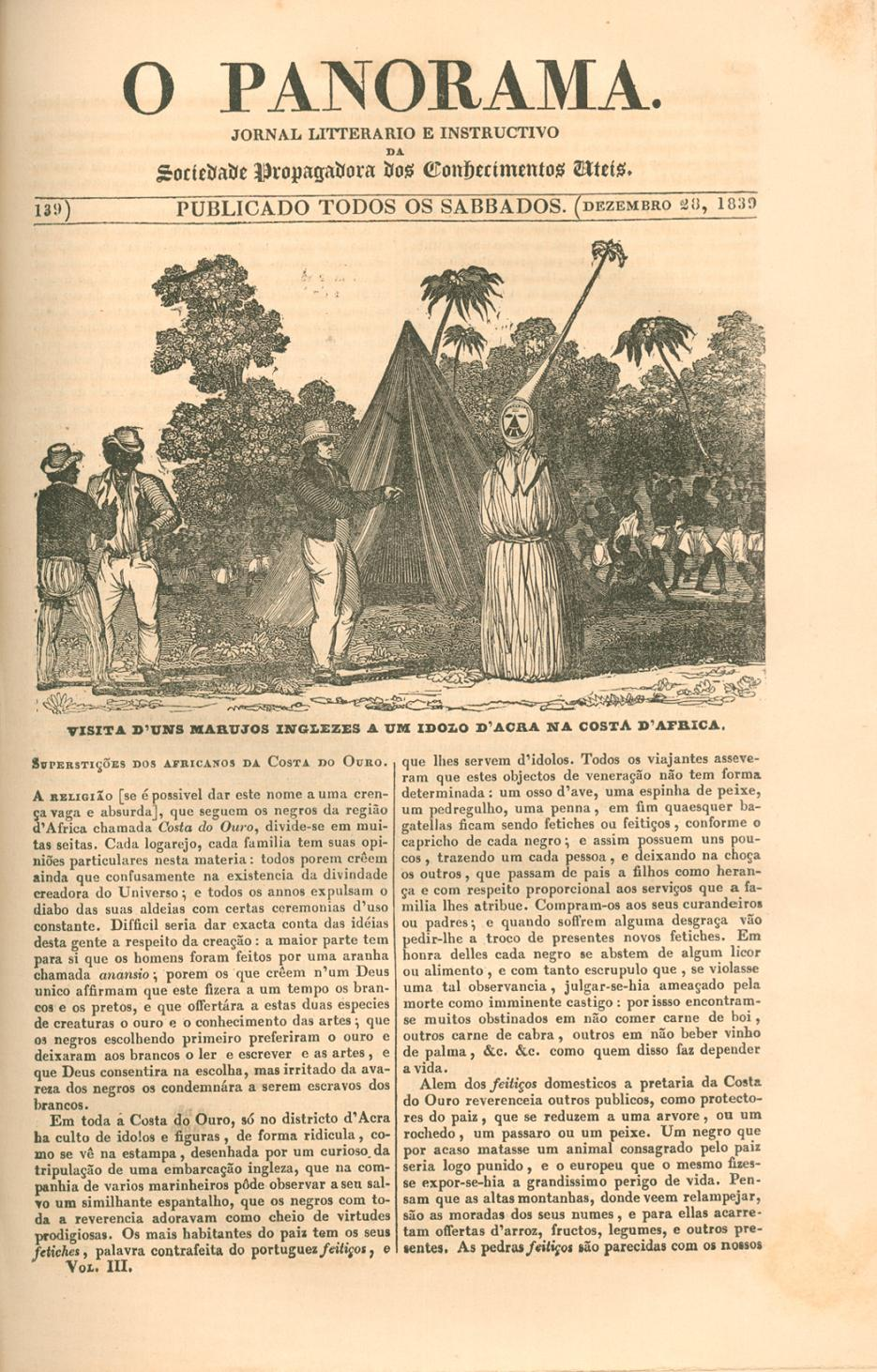
Primeira página da edição de 28 de dezembro de 1839.

O Panorama : jornal literário e instrutivo da Sociedade Propagadora dos Conhecimentos Úteis foi um periódico, inicialmente dirigido por Alexandre Herculano, que se editou em Lisboa no período 1837-1868. Criado à imagem do londrino «The Penny Magazine of the Society for the Diffusion of Useful Knowledge» teve a sua primeira edição a 6 de maio de 1837, suspendendo-se a primeira série em 1844, sendo a Sociedade Propagadora dos Conhecimentos Úteis dissolvida em 1845. A publicação foi retomada, sob a responsabilidade de outras entidades, cessando definitivamente em 1868.

## Descrição
O Panorama, jornal literário e instrutivo da sociedade propagadora dos conhecimentos úteis, foi um jornal de periodicidade semanal, com o seu 1.º número editado em 1837 e o último em 1868 (com a colecção subdividida em 5 séries).
Como missão, O Panorama pretendia proporcionar informação válida  e ativa aos seus leitores, de todas as classes, através de um discurso que procurava ser  «positivo, optimista, apaziguador, apelando ao entendimento entre todos os liberais» onde «os assuntos políticos não obteriam entrada».
Considerado um dos principais órgãos do romantismo português, a este periódico estão ligados os nomes de Alexandre Herculano, nas duas primeiras séries, seguido por António Feliciano Castilho e António de Oliveira Marreca, e uma vasta lista de colaboradores de reconhecido prestígio.
Entre os colaboradores contam-se: Fernando Luís Mouzinho de Albuquerque,  Tiburcio António Craveiro, Silvestre Pinheiro Ferreira, José Maria da Silva Leal, José Félix  Nogueira, Joaquim Heliodoro da Cunha Rivara, Frederico Luís Guilherme de Varnhagen, José Maria Latino Coelho, Luís Augusto Palmeirim,  Luiz Augusto Rebelo da Silva, Francisco Adolpho de Varnhagen, José de Torres, Ignacio de Vilhena Barbosa, Francisco Maria Bordalo, José da Silva Mendes Leal, Casimiro de Abreu, Francisco Gomes de Amorim, Camilo Castelo Branco, António Pedro Lopes de Mendonça, Rodrigo Paganino, Guilherme de Azevedo, Manuel Joaquim Pinheiro Chagas, João de Deus, Antonio Candido de Figueiredo, José Silvestre Ribeiro, Thomaz Ribeiro, C. E. Correa da Silva e Innocencio Francisco da Silva. 